# Pere Nicolau Arnu
Pere Nicolau Arnu o Nicolas Arnu o Niccolò Arnù  (Mirecourt, Verdun (Mosa), 11 de setembre del 1629 - Bolonya, 8 d'agost del 1692) va ser un teòleg i religiós dominic.

## Biografia
Nasqué al castell de Mirecourt, a "sis milles"  de Verdun (Lorena) i, orfe als nou anys, s'escapà del seu tutor per anar a estudiar a París. Mancat d'oportunitats, però, es posà sota la protecció d'un cavaller català que el 1643 el portà a estudiar a Perpinyà. Entrà a l'orde de Predicadors l'any següent, i estudià a Girona i a Puigcerdà. De la capital de la Cerdanya passà el 1651 al convent de la Seu d'Urgell per a ensenyar-hi filosofia com a Lector. Es doctorà en filosofia i teologia els anys 1656 i 1658, respectivament, i va ser professor de teologia dogmàtica a la universitat de Tarragona. El 1659 deixà l'Studium tarraconense per anar al Rosselló, on durant deu anys va ser catedràtic de filosofia i teologia de la universitat; també en fou rector, el 1663. A partir del 1660, predicà regularment la quaresma a la catedral de Perpinyà (un gran honor), alternant-se amb el jesuïta Antoni Ignasi Descamps. Va ser prior del convent perpinyanenc de Sant Domènec (ho era el 1663) i durant un septenni hi ensenyà teologia. Combaté decididament l'afrancesament dels ordes religiosos nord-catalans, un procés, aquest, avalat pels jesuïtes, amb qui tingué polèmiques; el dictamen reial, escampant els novicis catalans entre els monestirs d'arreu de França "pour les accoutumer autant que se pourra à la langue et les moeurs des religieux français" el desautoritzà i reduí temporalment al silenci. El 1673 va ser un dels signataris (juntament amb el jesuïta Descamps) d'un informe en favor del profrancès Josep de Trobat.
El 1675, el general de l'orde dominic, Joan Tomàs de Rocabertí, el cridà a Roma i en reconegué els mèrits fent-lo regent del col·legi superior Divó Tomàs d'Urbeo, situat al convent de la Minerva; aquest càrrec l'havia ocupat anteriorment el dominic valencià Vicent Ferré, regent entre 1654 i 1672. Passats tres anys, la Universitat de Pàdua el reclamà per a la càtedra de metafísica, que regentà del 31 d'agost del 1679 al 18 de juny del 1689. A continuació, ocupà la càtedra de teologia de la mateixa universitat, que havia quedat vacant per la renúncia del seu predecessor, i la retingué fins que la mort el colpí, quan ja tenia fama europea com a teòleg.
Publicà diversos títols de molta difusió. També se li atribueixen un comentari a la Summa philosophiae, feta a partir de textos de Tomàs d'Aquino i d'Albert el Gran i un pamflet contra els jesuïtes perpinyanencs, ambdós no localitzats.

## Obres
- Summa philosophiae sacado de los escritos de santo Tomás de Aquino i san Alberto.  Perpiñán: Jean Boude - Juan Figuerola, 1662.[8]
- Arnu, Nicolau. Clypeus philosophiae thomisticae : veridica S. Thomae Aquinatis ... & Alberti Magni doctrina exornatus, validissimisque rationibus eorundem munitus.  Biterris [Besiers]: Henricus Martel, 1670-1672.
  - Segona edició, considerablement reformada: Arnu, Nicolao. Dilucidum Philosophiae Syntagma : E D. Thomae Aqvinatis Doctoris Angelici, B. Alberti Magni, & optimorum quorumque Philosophorum effatis ac dogmatibus concinnatum, variaque eruditione locupletatum. Secunda editio correctior, lucidior & plusquam dimidia parte aucta.  Patavii [Pàdua]: Pierre-Antoine Brigonci, 1685-1686. («exemplar digitalitzat».)
- Arnu, Nicolao. Opvscvlvm de motione primi motoris, in omnibvs cavsis secvndis per virtutem suam operantis & eas ad agendum physicè praedeterminantis, salva & incolumi manente earum necessitate, libertate, aut contingentis juxta cujusvis proprietatem & agendi modum.  Biterris: Henricus Martel, 1672.
- Arnu, Nicolo. Doctor Angelicus Divus Thomas Aquinus, divinae voluntatis, et sui ipsius in Summa Theologiae Fidissimus Interpres, atque Doctrinae Patrum observatissimos Custos in lucem publicam editus. tomus primus.  Romae: Typis Nicolai Angelis Tinassii, 1679. («exemplar digitalitzat».[Enllaç no actiu])
- Doctor Angelicus Divus Thomas Aquinus, divinae voluntatis, et sui ipsius in Summa Theologiae Fidissimus Interpres, atque Doctrinae Patrum observatissimos Custos in lucem publicam editus. tomus secundus.  Lugduni [Lió]: Franciscum Barbier, Typograph & Bibliopolam Regium, 1686.[Enllaç no actiu] («exemplar digitalitzat».)
  - Nova edició: Arnu, Nicolao. Doctor Angelicus D. Thomas Aquinas in summa theologiae sui ipsius interpres et sacri depositi fidissimus custos, sive commentarii in summam theologiae divi Thomae Aquinatis ecclesiae doctoris : ex eiusdem doctrina excerpti, plurimisque Sacrae Scripturae, conciliorum, & patrum testimoniis illustrati.  Patavii: Ioannem Franciscum Brigoncium (typ. Sebastiani Spera), 1691.
- Arnù, Nicolò. Presagio dell' imminente rovina e caduta dell' Imperio Ottomano, delle future vittorie e prosperi successi della christianità, cavato da diverse profetie, oracoli....  Padova: stamp. del Seminario, 1684. [nt 3]
  - Nova edició: Arnù, Nicolò. Presagio dell' imminente rovina e caduta dell' Imperio Ottomano....  Venezia: presso Pietr'Antonio Brigonci, 1686. («exemplar digitalitzat».)
- Arnu, Nicolai (editor). Collegii Salmanticensis FF. Discalceatorvm B. Mariae de Monte Carmeli primitivae observantiae cvrsvs theologicvs ....  Patavii: Joannem Franciscum Brigoncium, 1693.